# David Hyde Pierce

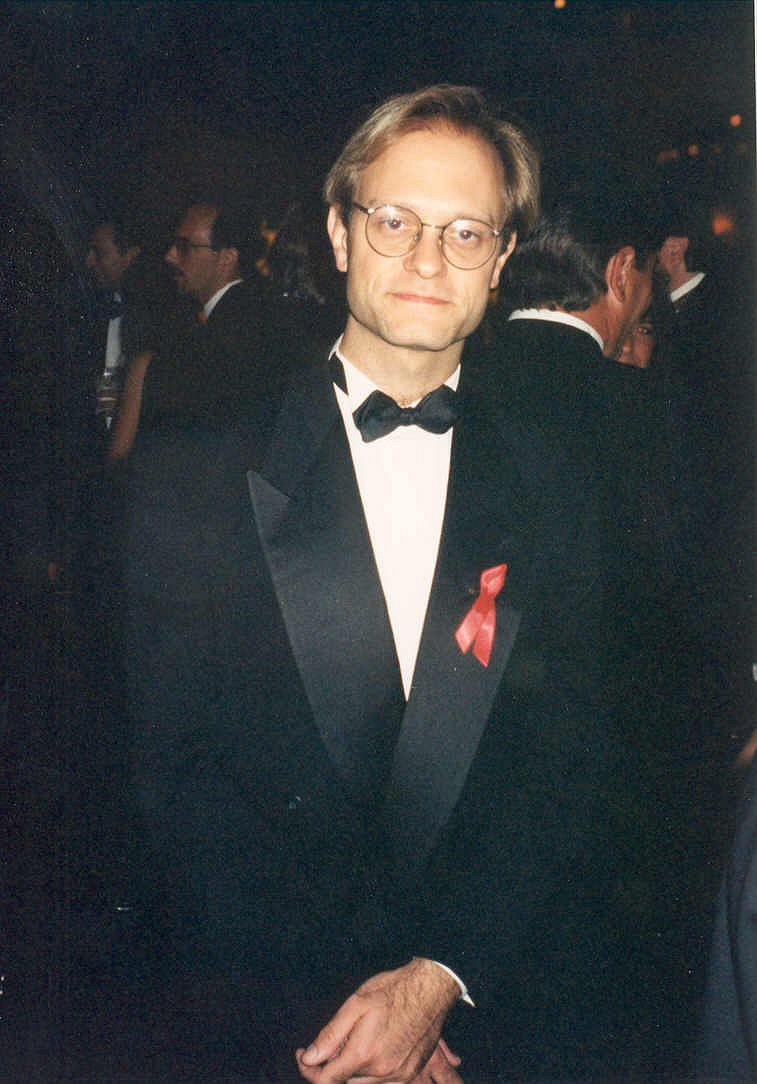
David Hyde Pierce vid Emmygalan, 1994.

David Hyde Pierce, född 3 april 1959 i Saratoga Springs, Saratoga County, New York, är en amerikansk skådespelare och komiker. Mest känd är Pierce för att i elva år ha spelat rollen som Niles Crane i den amerikanska komediserien Frasier.

## Biografi

### Uppväxt och tidiga år
David Hyde Pierce föddes i Saratoga Springs, New York som det yngsta barnet av två bröder och två systrar. Föräldrarna hette George Hyde Pierce och Laura Marie Hyde Pierce.
Pierce blev tidigt i livet intresserad för det kreativa och konstnärliga. Redan som barn visade han prov på ypperlig musikalisk talang genom sin markanta fascination för piano. Ofta uppträdde han genom att spela orgel i stadens lokala kyrka.
Under sina tonår i high school började Pierce att skådespela, vilket så småningom ledde till att han blev erkänd som den bästa dramatiska teatereleven, och fick för sina prestationer på scenen erhålla The Yaddo Medal karaktärsstipendium.
Trots tidiga framgångar inom teatern, var emellertid Pierce kärlek till musiken fortfarande ihållande och intensiv, så han bestämde sig därför att studera klassiskt piano vid Yale University. Dock tycktes lektioner i musikhistoria efter en kortare period alltför slentrianmässigt för Pierce, som inte fann sig hängiven nog att träna tillräckligt antal timmar för att bli en framgångsrik konsertpianist. Istället valde han att ta examen i engelska och teaterkonst.
Efter Yale flyttade Pierce tillbaka till New York, varvid han prövade på arbeten av varierande slag. Exempelvis arbetade han som slipsförsäljare på Bloomingdale's och som säkerhetsvakt. Under denna tid spelade han i en populär "Off Broadway"-produktion av Hamlet och gjorde dessutom sin Broadwaydebut i Christopher Durans Beyond Therapy år 1982.
Allmänt känd blev Pierce år 1992 i och med sin medverkan i David Cranes och Marta Kauffmans politiska TV-komedi The Powers That Be. Pierce spelade rollen som kongressledamoten Theaodore Van Horne. Trots övervägande goda recensioner från kritikerna ställdes TV-serien snart in och varade i endast 21 avsnitt. Serien blev dock en slags föregångare till succéer som exempelvis Vänner och Galen i dig.

### Karriär

#### Frasier
År 1993, efter att den omåttligt populära komediserien Skål gått mot sin elfte och avslutande säsong, började manusförfattarna David Angell, Peter Casey och David Lee tillsammans med skådespelaren Kelsey Grammer planera en så kallad spin-off av serien. Resultatet blev slutligen komediserien Frasier. På grund av Pierces utseendemässiga likhet med en ung Grammer, gavs han oavkortat en roll i serien som Niles Crane, karaktären Frasier Cranes excentriske lillebror. Rollen specialskrevs och skräddarsyddes enbart för Pierce, och förärade honom hela elva Emmy Award-nomineringar genom åren, varav han vann fyra. Tillsammans med Vänner och Seinfeld anses Frasier vara den mest framgångsrika och ansedda komediserien i TV-historiens långa era, och blev därmed Pierce stora genombrott.

#### Teater
År 2005 gick Pierce och Tim Curry tillsammans med ett gäng andra skådespelare ihop och skapade en scenproduktion av Monty Pythons Spamalot. Under senare delen av år 2006 medverkade Pierce som löjtnant Frank Cioffi i den berömda musikalen Curtains, en produktion vilken han tilldelades en Tony Award för bästa ledande roll.
Under 2010 spelade Pierce i komedin La Bête i London tillsammans med Mark Rylance och Joanna Lumley, i början av 2011 flyttade föreställningen till New York.

#### Film
Fastän Pierces största engagemang främst ligger vid teatern, framträder han emellanåt även i långfilmer. Exempelvis medverkade han, tillsammans med Jodie Foster i Little Man Tate, med Jack Nicholson i Wolf, samt med Robin Williams i Fisher King. Pierce spelade också Meg Ryans bror i den tidlösa klassikern Sömnlös i Seattle. År 2010 spelade Pierce huvudrollen i thrillern The Perfect Host.

#### Röstskådespeleri
Pierce har även gjort sig känd för sin distinkta och speciella röst, och har därför ofta blivit ombedd att medverka som röstskådespelare i filmer och TV-serier. Bland annat har han lånat ut sin röst till Disneys Ett småkryps liv (A Bug's life) och Treasure Planet. I filmen Hellboy röstspelade Pierce Abe Sapien. I den kultförklarade TV-serien The Simpsons är Pierce en återkommande gästskådespelare där han gestaltar Cecil Terwilliger, Sideshow Bobs yngre bror.

### Privatliv
Efter åratal av mediala spekulationer om Pierce sexuella läggning meddelade Pierce 2007 genom sin publicist att han hade ett förhållande med manusförfattaren, regissören och producenten Brian Hargrove. Pierce och Hargrove gifte sig i Kalifornien 24 oktober 2008, precis innan Proposition 8 antogs som lag i delstaten. De bor nu tillsammans i New York och Los Angeles.
Pierce är privat starkt hängiven i kampen mot Alzheimers sjukdom.

## Filmografi i urval
- 1991 – Little Man Tate
- 1991 – Fisher King
- 1992 – Vita huset nästa? (TV-serie)
- 1993–2004 – Frasier
- 1993 – Sömnlös i Seattle
- 1993 – Den heliga familjen Addams
- 1994 – Wolf
- 1995 – Nixon
- 1996–1997 – Caroline in the City
- 1996 – Mighty Ducks
- 1996 – The Outer Limits
- 1997–2007 – Simpsons
- 1998 – Ett småkryps liv (röst)
- 2000 – Isn't She Great
- 2000 – Chain of Fools
- 2001 – Wet Hot American Summer
- 2001 – Osmosis Jones (röst)
- 2002 – Full Frontal
- 2002 – Skattkammarplaneten (röst)
- 2003 – Down with Love
- 2004 – Hellboy
- 2006 – The Amazing Screw-On Head
- 2010 – The Perfect Host

## Teater
- 1982 – Beyond Therapy
- 1990 – The Heidi Chronicles
- 2005 – A Wonderful Life
- 2005 – Children and Art
- 2008 – Curtains
- 2009 – Spamalot
- 2009 – Accent on Youth
- 2010–11 – La Bête
- 2012 – Vanya and Sonia and Masha and Spike